# Chalukya
Ve siècle – 753
Entités précédentes :
- Kadamba

Entités suivantes :
- Rashtrakuta
- Chalukya orientaux

La dynastie Chalukya (kannada : ಚಾಲುಕ್ಯರು, API : [tʃa ɭukjəː]) est une dynastie royale indienne qui règne sur une grande partie de l'Inde du Sud et centrale entre le VIe et le XIIIe siècle. Pendant cette période, trois dynasties liées, mais distinctes se succèdent. La plus ancienne, connue sous le nom Chalukya de Vatapi, règne à partir de sa capitale Vatapi (aujourd'hui Badami) à partir du milieu du VIe siècle. Les Chalukya de Vatapi se rendent indépendants du royaume Kadamba de Banavasi en pleine décadence et affirment rapidement leur puissance à partir du règne de Pulakesin II (609-642). Après la mort de Pulakesin II, les Chalukya orientaux (en) forment un royaume indépendant dans le Deccan oriental qui perdure autour de sa capitale Vengi jusqu'au XIIIe siècle (fin en 1279). Dans le Deccan occidental, la montée en puissance des Rashtrakuta au milieu du VIIIe siècle éclipse celle des Chalukya de Vatapi, avant que leurs descendants, les Chalukya occidentaux, connaissent un renouveau au Xe siècle. Ces derniers règnent sur Kalyani (l'actuelle Basavakalyan) jusqu'à la fin du XIIe siècle.
La domination des Chalukya marque une étape importante dans l'histoire de l'Inde du Sud et un âge d'or dans l'histoire du Karnataka. La carte politique de l'Inde du Sud passe d'une mosaïque de petits royaumes à un grand empire organisé avec l'ascension des Chalukya de Badami. Pour la première fois, un seul royaume contrôle la région entre les fleuves Kâverî et Narmadâ. La grandeur de cet empire entraîne la création d'une administration efficace, le développement du commerce intérieur et des échanges outre-mer et d'un nouveau style architectural dit « architecture Chalukya ». La littérature kannada, déjà soutenue par les rois Rashtrakuta au IXe siècle, trouve de nouveaux mécènes dans les Chalukya occidentaux, notamment pour les traditions Jaïn et Veerashaiva. Le XIe siècle voit la naissance de la littérature Télougou sous le patronage des Chalukya orientaux.
Complément d'information sur la dynastie Chalukya
La dynastie Chalukya, émergeant au VIe siècle sous le règne de Pulakesin I, a significativement influencé la politique, l'art, et l'architecture de l'Inde du Sud et centrale jusqu'au XIIe siècle. Originaires de Karnataka, ils ont établi un empire vaste, étendant leur contrôle du Gujarat au Tamil Nadu. Notables pour leur architecture unique qui mélange les styles dravidiens du Sud et Nagara du Nord, ils ont laissé des chefs-d'œuvre architecturaux tels que les temples de Badami, Pattadakal, et Aihole, reconnus pour leur beauté et innovation technique.
Sous le patronage des Chalukya, la littérature en sanskrit et en kannada a prospéré, avec des figures de proue comme le roi Somesvara III, auteur de l'encyclopédie 'Manasollasa'. Cette période a également vu l'émergence de la littérature en télougou, enrichissant davantage le paysage culturel de l'Inde.
L'administration Chalukya était avancée pour son époque, avec une structure administrative bien organisée et une armée puissante qui maintenait des relations diplomatiques étendues. Leur règne a aussi été marqué par une tolérance religieuse notable, soutenant le jaïnisme et le bouddhisme ainsi que diverses sectes hindoues.
Le déclin de la dynastie a commencé au XIIe siècle face à l'ascension des dynasties Hoysala et Seuna, mais l'impact des Chalukya demeure profondément ancré dans l'histoire et la culture de la région.

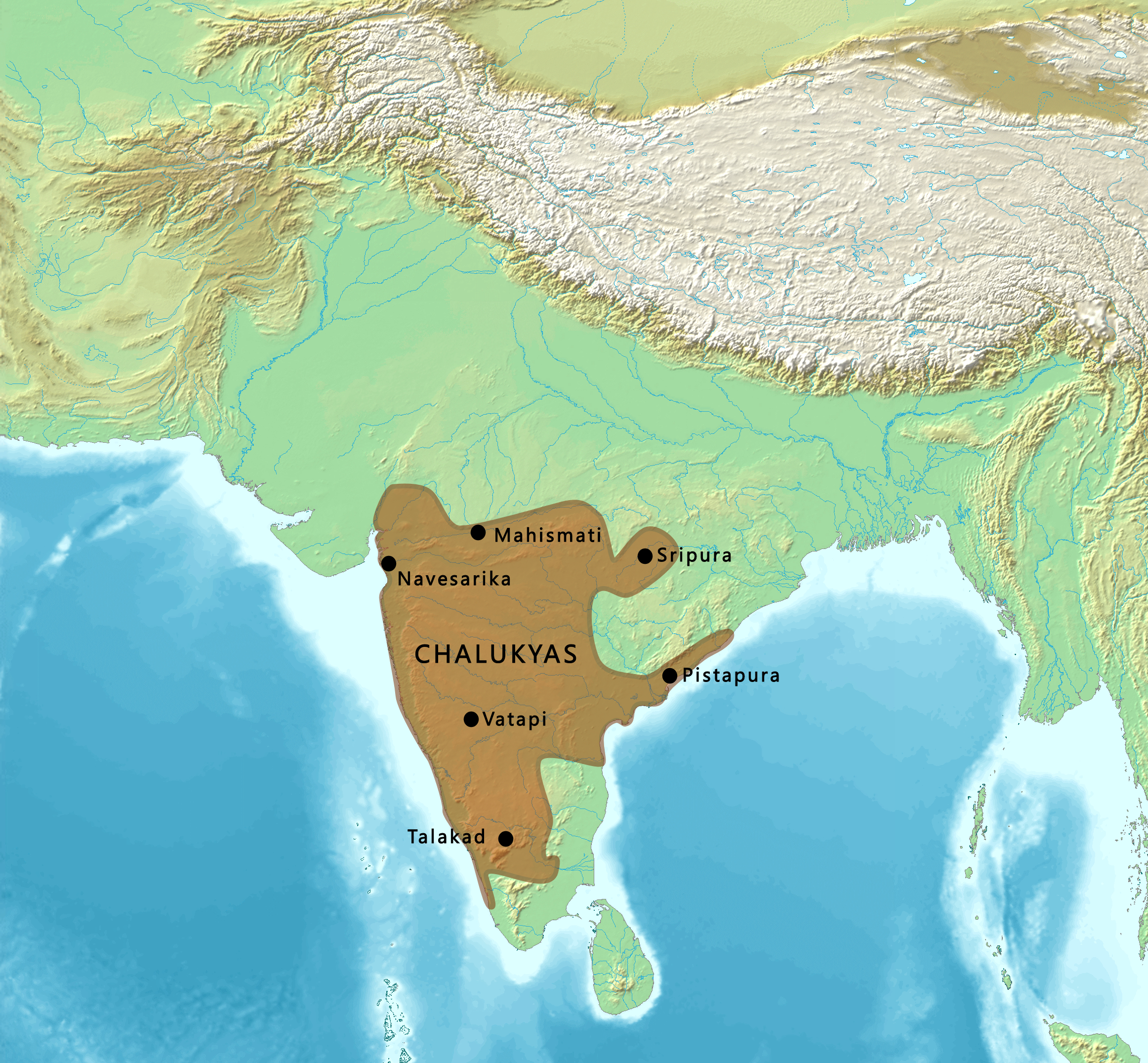
Carte des régions de la dynastie Chalukya.

## Sources
1. ↑  (en) « Chalukya dynasty | Indian History, Art & Architecture | Britannica », sur Encyclopædia Britannica, 18 mai 2024 (consulté le 27 juin 2024)

- (en) Cet article est partiellement ou en totalité issu de l’article de Wikipédia en anglais intitulé « Chalukya dynasty » (voir la liste des auteurs).